# Beare Sound
Der Beare Sound oder Beares Sound ist ein arktisches Küstengewässer vor der Küste der Baffin-Insel.

## Lage
Der Beare Sound liegt am Nordostrand der Frobisher-Bucht und trennt Lefferts Island von der Baffin-Insel, hauptsächlich von deren Halbinsel Blunt Peninsula, sowie von der Insel Loks Land. Im Nordosten geht der Beare Sound in den Lupton Channel über, eine schmale Meeresstraße, die Loks Land von der Baffin-Insel trennt. Im Nordosten des Beare Sound befinden sich die Inseln Ellis Island und Matlack Island. Das Küstengewässer hat eine Fläche von 83 km². Es liegt politisch in der Region Qikiqtaaluk des kanadischen Territoriums Nunavut.

## Namensgebung
Martin Frobisher benannte die Wasserstraße nach James Beare, dem Hauptvermesser der Frobisher-Expedition von 1577/78.